# Hans Rohde
Pour les articles homonymes, voir Rohde.
Hans « Bubi » Rohde est un footballeur international allemand né le 7 décembre 1914 à Hambourg et mort le 3 décembre 1979.
À la fois défenseur et milieu de terrain, il est sélectionné à 25 reprises en équipe nationale entre 1936 et 1942. Au cours de sa carrière, il évolue au club d'Eimsbütteler TV (situé à Hambourg).